# 대한미생물학회
대한미생물학회(大韓微生物學會, The Korean Society for Microbiology)는 인체와 동물의 병원성 미생물학 연구, 병원성 미생물학의 기초와 응용에 관한 학술과 기술의 개발·보급을 통해 과학기술의 진흥과 인류 건강 증진에 기여할 목적으로 1946년 5월 1일에 설립된 대한민국의 학술 단체이다. 현재의 '대한미생물학회'라는 명칭은 1948년 11월 16일에 개최된 총회에서 정해졌다. 1969년 세계 각국의 미생물 관련 학회들의 연합체인 국제미생물학회연합(International Union of Microbiological Societies; IUMS)에 가입하였다. 2008년 9월 사단법인으로 등록되었다. 사무실은 서울특별시 강남구 테헤란로 7길 22, 1관 1103호 (역삼동, 한국과학기술회관)에 있다.

## 같이 보기
- 미생물학
- 대한의학회
- 한국미생물학회